# 交通管理
交通管理是物流中的一个分支，具體是指对交通中的人、车、路和环境进行管理，對人流、车流（除了载具外還包括航空器、鐵道機車車輛、船）、货流的组织、引导和指挥，目的是实现交通安全、有序、畅通。